# Gojnik
Gojnik war ein Župan von Raszien, den mittelalterlichen serbischen Staat, von ca. 860 bis 890. Er war der jüngste Sohn des Fürsten Vlastimir.
Mit seinen Brüdern Strojimir, einem Mitregenten, und Mutimir, dem Groß-Župan, schlug er bulgarische Angriffe unter Khan Boris zurück. Während der Herrschaft Gojniks und seiner Brüder wurde die Christianisierung der serbischen Stämme vollendet. Ihnen folgten die Söhne Mutimirs um Prvoslav.
| Vorgänger | Amt                       | Nachfolger |
| --------- | ------------------------- | ---------- |
| Strojimir | Župan von Serbien 860–890 | Prvoslav   |

| Personendaten    | Personendaten      |
| ---------------- | ------------------ |
| NAME             | Gojnik             |
| KURZBESCHREIBUNG | serbischer Monarch |
| GEBURTSDATUM     | 9. Jahrhundert     |
| STERBEDATUM      | 9. Jahrhundert     |